# Cmentarz w Dołhobyczowie
Cmentarz w Dołhobyczowie – nekropolia w Dołhobyczowie, utworzona na potrzeby miejscowej ludności unickiej w XIX w., następnie prawosławna. Użytkowana do dzisiaj przez obecnych mieszkańców.

## Historia i opis
Data powstania cmentarza nie jest znana. Najprawdopodobniej powstał na początku XIX w. jako nowy cmentarz jeszcze na potrzeby parafii unickiej. Do tej pory nekropolia unicka funkcjonowała przy cerkwi. Następnie po wskutek likwidacji unickiej diecezji chełmskiej w 1875 i erygowaniu nowej parafii prawosławnej, przynależność konfesyjną zmienił również cmentarz. Cmentarz był użytkowany przez miejscową ludność prawosławną głównie do końca II wojny światowej i wysiedlenia prawosławnych Ukraińców, choć miały tam miejsce sporadyczne pochówki aż do końca lat 60. W 1951 obok nekropolii, swój cmentarz wytyczyła ludność rzymskokatolicka. Po wojnie wraz z wysiedleniami, prawosławna część cmentarza została praktycznie porzucona, co spowodowało połączenie obu cmentarzy.
Na początku lat 90. XX wieku na terenie nekropolii zachowało się w całości lub fragmentach 20 kamiennych i betonowych nagrobków sprzed 1945, wszystkie w kwaterze prawosławnej. Są to postumenty z nadstawami, słupy oraz poziome płyty dekorowane wielostopniowymi gzymsami uskokowymi, trójkątnymi tympanonami, festonami i kanelurami. Inskrypcje na tych nagrobkach wykonane zostały w językach: cerkiewnosłowiańskim i polskim. W części katolickiej dominują lastrykowe stelle z krzyżami. Występują też stelle kamienne z płaskorzeźbami oraz metalowe krzyże. 
Zdewastowany cmentarz został uporządkowany w 2010, w czasie, gdy odnawiana była miejscowa cerkiew.